# Attori di Harry Potter

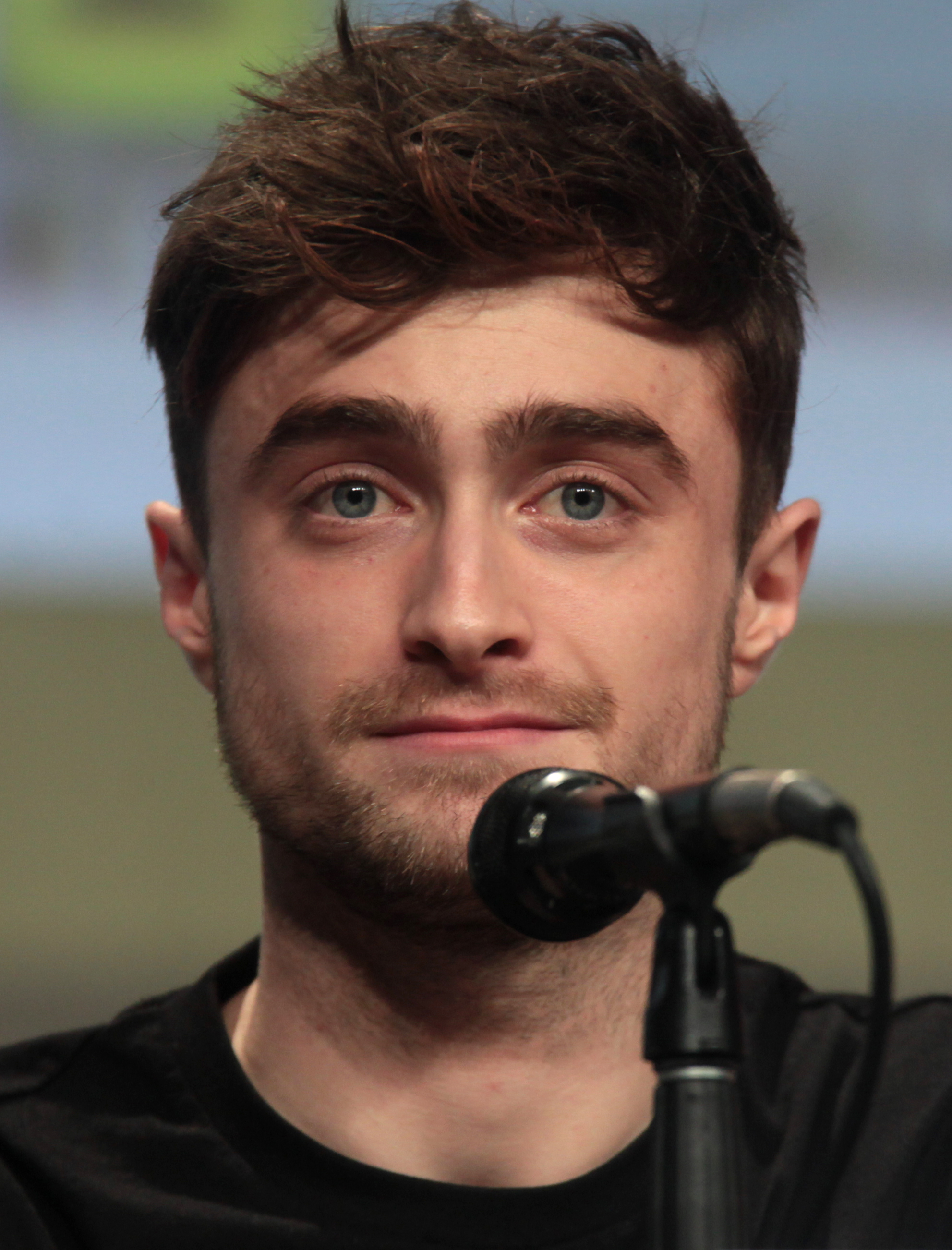
Daniel Radcliffe, interprete del protagonista della serie, Harry Potter

Alcuni dei più famosi attori del Regno Unito e dell'Irlanda hanno doppiato o interpretato personaggi che appaiono nella serie di film di Harry Potter, basata sulla serie di libri di J. K. Rowling. Daniel Radcliffe, Rupert Grint ed Emma Watson hanno interpretato Harry Potter, Ron Weasley e Hermione Granger in tutti i film. Quando sono stati scritturati solo Radcliffe aveva già recitato in un film precedentemente. A complemento, hanno partecipato alla saga attori come Helena Bonham Carter, Kenneth Branagh, Jim Broadbent, John Cleese, Robbie Coltrane, Warwick Davis, Ralph Fiennes, Michael Gambon, Brendan Gleeson, Richard Griffiths, Richard Harris, John Hurt, Jason Isaacs, Miriam Margolyes, Helen McCrory, Gary Oldman, Alan Rickman, Fiona Shaw, Maggie Smith, Timothy Spall, Imelda Staunton, David Thewlis, Emma Thompson e Julie Walters. Tredici attori sono apparsi come lo stesso personaggio in tutti gli otto film della serie.
Ad alcuni ben noti attori britannici, che non sono apparsi nella serie, è stato chiesto per scherzo perché non erano stati presi in considerazione. Quando David Yates ha diretto il quinto film, Bill Nighy (che già conosceva personalmente Yates) ha detto che sperava che il regista lo avrebbe chiamato in Harry Potter. "Ma nessuno mi chiamò", affermò Nighy. Tuttavia, nel 2009, Yates scritturò Nighy come il Ministro della Magia Rufus Scrimgeour nel settimo film. Nighy disse in proposito: "Non sono più l'unico attore inglese a non essere apparso in Harry Potter e ne sono molto contento".
Jude Law, una volta scherzando, disse "Nessuno me l'ha chiesto. Ero un po' troppo vecchio per Harry" . Quando un giornalista nel 2009 ha paragonato l'ossessione del professore di pozioni Horace Lumacorno per i nomi famosi con il collegamento della serie a "ogni notevole attore britannico", Jim Broadbent (che interpreta Lumacorno) ha detto: "Beh, non viene invitato ogni attore. Conosco alcuni che sono ancora in attesa ".
J.K. Rowling ha tenuto un discorso durante la prima mondiale del film finale della serie, Harry Potter e i Doni della Morte - Parte 2, il 7 luglio 2011 a Londra. La Rowling ha elogiato il talento recitativo del cast della serie di film e ha annunciato che ci sono sette giovani membri del cast di Harry Potter a cui si riferisce come "The Big Seven", cioè Daniel Radcliffe, Rupert Grint, Emma Watson, Tom Felton, Matthew Lewis, Evanna Lynch e Bonnie Wright.
L'elenco che segue è ordinato per film e personaggi, in quanto alcuni personaggi sono stati interpretati da più attori.

## Personaggi e interpreti
| Personaggi                                                                                                | Film                                         | Film                                        | Film                                            | Film                                     | Film                                             | Film                                                                | Film                                               | Film                                                    |
| Personaggi                                                                                                | Harry Potter e la pietra filosofale (2001)   | Harry Potter e la camera dei segreti (2002) | Harry Potter e il prigioniero di Azkaban (2004) | Harry Potter e il calice di fuoco (2005) | Harry Potter e l'Ordine della Fenice (2007)      | Harry Potter e il principe mezzosangue (2009)                       | Harry Potter e i Doni della Morte - Parte 1 (2010) | Harry Potter e i Doni della Morte - Parte 2 (2011)      |
| Personaggi principali                                                                                     | Personaggi principali                        | Personaggi principali                       | Personaggi principali                           | Personaggi principali                    | Personaggi principali                            | Personaggi principali                                               | Personaggi principali                              | Personaggi principali                                   |
| --- | -------------------------------------------- | ------------------------------------------- | ----------------------------------------------- | ---------------------------------------- | ------------------------------------------------ | ------------------------------------------------------------------- | -------------------------------------------------- | ------------------------------------------------------- |
| Harry Potter                                                                                              | Daniel Radcliffe Saunders Triplets (giovane) | Daniel Radcliffe                            | Daniel Radcliffe                                | Daniel Radcliffe                         | Daniel Radcliffe                                 | Daniel Radcliffe                                                    | Daniel Radcliffe                                   | Daniel Radcliffe Toby Papworth (giovane)                |
| Ron Weasley                                                                                               | Rupert Grint                                 | Rupert Grint                                | Rupert Grint                                    | Rupert Grint                             | Rupert Grint                                     | Rupert Grint                                                        | Rupert Grint                                       | Rupert Grint                                            |
| Hermione Granger                                                                                          | Emma Watson                                  | Emma Watson                                 | Emma Watson                                     | Emma Watson                              | Emma Watson                                      | Emma Watson                                                         | Emma Watson                                        | Emma Watson                                             |
| Staff di Hogwarts                                                                                         |                                              |                                             |                                                 |                                          |                                                  |                                                                     |                                                    |                                                         |
| Charity Burbage                                                                                           |                                              |                                             |                                                 |                                          |                                                  |                                                                     | Carolyn Pickles                                    |                                                         |
| Armando Dippet                                                                                            |                                              | Alfred Burke                                |                                                 |                                          |                                                  |                                                                     |                                                    |                                                         |
| Albus Silente                                                                                             | Richard Harris                               | Richard Harris                              | Michael Gambon                                  | Michael Gambon                           | Michael Gambon                                   | Michael Gambon                                                      | Michael Gambon Toby Regbo (giovane)                | Michael Gambon                                          |
| Argus Gazza                                                                                               | David Bradley                                | David Bradley                               | David Bradley                                   | David Bradley                            | David Bradley                                    | David Bradley                                                       |                                                    | David Bradley                                           |
| Filius Vitious                                                                                            | Warwick Davis                                | Warwick Davis                               | Warwick Davis                                   | Warwick Davis                            | Warwick Davis                                    | Warwick Davis                                                       |                                                    | Warwick Davis                                           |
| Wilhelmina Caporal                                                                                        |                                              |                                             |                                                 |                                          | Apple Brook                                      |                                                                     |                                                    |                                                         |
| Rubeus Hagrid                                                                                             | Robbie Coltrane                              | Robbie Coltrane Martin Bayfield (giovane)   | Robbie Coltrane                                 | Robbie Coltrane                          | Robbie Coltrane                                  | Robbie Coltrane                                                     | Robbie Coltrane                                    | Robbie Coltrane                                         |
| Rolanda Bumb                                                                                              | Zoë Wanamaker                                |                                             |                                                 |                                          |                                                  |                                                                     |                                                    |                                                         |
| Gilderoy Allock                                                                                           |                                              | Kenneth Branagh                             |                                                 |                                          |                                                  |                                                                     |                                                    |                                                         |
| Minerva McGranitt                                                                                         | Maggie Smith                                 | Maggie Smith                                | Maggie Smith                                    | Maggie Smith                             | Maggie Smith                                     | Maggie Smith                                                        |                                                    | Maggie Smith                                            |
| Madama Pince                                                                                              |                                              | Sally Mortemore                             |                                                 |                                          |                                                  |                                                                     |                                                    |                                                         |
| Madama Poppy Chips                                                                                        |                                              | Gemma Jones                                 |                                                 |                                          |                                                  | Gemma Jones                                                         |                                                    | Gemma Jones                                             |
| Quirinus Raptor                                                                                           | Ian Hart                                     |                                             |                                                 |                                          |                                                  |                                                                     |                                                    |                                                         |
| Horace Lumacorno                                                                                          |                                              |                                             |                                                 |                                          |                                                  | Jim Broadbent                                                       |                                                    | Jim Broadbent                                           |
| Severus Piton                                                                                             | Alan Rickman                                 | Alan Rickman                                | Alan Rickman                                    | Alan Rickman                             | Alan Rickman Alec Hopkins (giovane)              | Alan Rickman                                                        | Alan Rickman                                       | Alan Rickman Benedict Clarke (giovane)                  |
| Pomona Sprite                                                                                             |                                              | Miriam Margolyes                            |                                                 |                                          |                                                  |                                                                     |                                                    | Miriam Margolyes                                        |
| Sibilla Cooman                                                                                            |                                              |                                             | Emma Thompson                                   |                                          | Emma Thompson                                    |                                                                     |                                                    | Emma Thompson                                           |
| Studenti di Hogwarts                                                                                      |                                              |                                             |                                                 |                                          |                                                  |                                                                     |                                                    |                                                         |
| Hannah Abbott                                                                                             |                                              | Charlotte Skeoch                            |                                                 | Charlotte Skeoch                         |                                                  |                                                                     |                                                    |                                                         |
| Marcus Belby                                                                                              |                                              |                                             |                                                 |                                          |                                                  | Robert Knox                                                         |                                                    |                                                         |
| Katie Bell                                                                                                | Emily Dale                                   | Emily Dale                                  |                                                 |                                          |                                                  | Georgina Leonidas                                                   | Georgina Leonidas                                  | Georgina Leonidas                                       |
| Miles Bletchley                                                                                           |                                              | David Churchyard                            |                                                 |                                          |                                                  |                                                                     |                                                    |                                                         |
| Susan Bones                                                                                               | Eleanor Columbus                             | Eleanor Columbus                            |                                                 |                                          |                                                  |                                                                     |                                                    |                                                         |
| Lavanda Brown                                                                                             |                                              |                                             | Jennifer Smith                                  |                                          |                                                  | Jessie Cave                                                         | Jessie Cave                                        | Jessie Cave                                             |
| Millicent Bulstrode                                                                                       |                                              | Helen Stuart                                |                                                 |                                          |                                                  |                                                                     |                                                    |                                                         |
| Cho Chang                                                                                                 |                                              |                                             |                                                 | Katie Leung                              | Katie Leung                                      |                                                                     |                                                    | Katie Leung                                             |
| Penelope Light                                                                                            |                                              | Gemma Padley                                |                                                 |                                          |                                                  |                                                                     |                                                    |                                                         |
| Vincent Tiger                                                                                             | Jamie Waylett                                | Jamie Waylett                               | Jamie Waylett                                   | Jamie Waylett                            | Jamie Waylett                                    | Jamie Waylett                                                       |                                                    |                                                         |
| Colin Canon                                                                                               |                                              | Hugh Mitchell                               |                                                 |                                          |                                                  |                                                                     |                                                    |                                                         |
| Roger Davies                                                                                              |                                              |                                             |                                                 | Henry Lloyd-Hughes                       |                                                  |                                                                     |                                                    |                                                         |
| Cedric Diggory                                                                                            |                                              |                                             |                                                 | Robert Pattinson                         | Robert Pattinson (f)                             |                                                                     |                                                    |                                                         |
| Justin Finch-Fletchley                                                                                    |                                              | Edward Randell                              |                                                 |                                          |                                                  |                                                                     |                                                    |                                                         |
| Marcus Flint                                                                                              | Jamie Yeates                                 | Jamie Yeates                                |                                                 |                                          |                                                  |                                                                     |                                                    |                                                         |
| Seamus Finnigan                                                                                           | Devon Murray                                 | Devon Murray                                | Devon Murray                                    | Devon Murray                             | Devon Murray                                     | Devon Murray                                                        | Devon Murray                                       | Devon Murray                                            |
| Gregory Goyle                                                                                             | Joshua Herdman                               | Joshua Herdman                              | Joshua Herdman                                  | Joshua Herdman                           | Joshua Herdman                                   | Joshua Herdman                                                      | Joshua Herdman                                     | Joshua Herdman                                          |
| Terence Higgs                                                                                             | Will Theakston                               |                                             |                                                 |                                          |                                                  |                                                                     |                                                    |                                                         |
| Angelina Johnson                                                                                          | Danielle Tabor                               | Danielle Tabor                              | Danielle Tabor                                  | Tiana Benjamin                           |                                                  |                                                                     |                                                    |                                                         |
| Leanne |                                              |                                             |                                                 |                                          |                                                  | Isabella Laughland                                                  | Isabella Laughland                                 | Isabella Laughland                                      |
| Lee Jordan                                                                                                | Luke Youngblood                              | Luke Youngblood                             |                                                 |                                          |                                                  |                                                                     |                                                    |                                                         |
| Neville Paciock                                                                                           | Matthew Lewis                                | Matthew Lewis                               | Matthew Lewis                                   | Matthew Lewis                            | Matthew Lewis                                    | Matthew Lewis                                                       | Matthew Lewis                                      | Matthew Lewis                                           |
| Luna Lovegood                                                                                             |                                              |                                             |                                                 |                                          | Evanna Lynch                                     | Evanna Lynch                                                        | Evanna Lynch                                       | Evanna Lynch                                            |
| Ernie Macmillan                                                                                           |                                              | Louis Doyle                                 |                                                 | Louis Doyle                              |                                                  |                                                                     |                                                    |                                                         |
| Draco Malfoy                                                                                              | Tom Felton                                   | Tom Felton                                  | Tom Felton                                      | Tom Felton                               | Tom Felton                                       | Tom Felton                                                          | Tom Felton                                         | Tom Felton                                              |
| Cormac McLaggen                                                                                           |                                              |                                             |                                                 |                                          |                                                  | Freddie Stroma                                                      | Freddie Stroma                                     | Freddie Stroma                                          |
| Pansy Parkinson                                                                                           |                                              |                                             | Genevieve Gaunt                                 |                                          |                                                  | Scarlett Byrne                                                      | Scarlett Byrne                                     | Scarlett Byrne                                          |
| Padma Patil                                                                                               |                                              |                                             |                                                 | Afshan Azad                              | Afshan Azad                                      | Afshan Azad                                                         | Afshan Azad                                        | Afshan Azad                                             |
| Calì Patil                                                                                                |                                              |                                             | Sitara Shah                                     | Shefali Chowdhury                        | Shefali Chowdhury                                | Shefali Chowdhury                                                   |                                                    |                                                         |
| Adrian Pucey                                                                                              | Scot Fearn                                   | Scot Fearn                                  |                                                 |                                          |                                                  |                                                                     |                                                    |                                                         |
| Zacharias Smith                                                                                           |                                              |                                             |                                                 |                                          | Nick Shirm                                       |                                                                     |                                                    |                                                         |
| Alicia Spinnet                                                                                            | Leilah Sutherland                            | Rochelle Douglas                            |                                                 |                                          |                                                  |                                                                     |                                                    |                                                         |
| Dean Thomas                                                                                               | Alfred Enoch                                 | Alfred Enoch                                | Alfred Enoch                                    | Alfred Enoch                             | Alfred Enoch                                     | Alfred Enoch                                                        |                                                    | Alfred Enoch                                            |
| Romilda Vane                                                                                              |                                              |                                             |                                                 |                                          |                                                  | Anna Shaffer                                                        | Anna Shaffer                                       | Anna Shaffer                                            |
| Fred Weasley                                                                                              | James Phelps                                 | James Phelps                                | James Phelps                                    | James Phelps                             | James Phelps                                     | James Phelps                                                        | James Phelps                                       | James Phelps                                            |
| George Weasley                                                                                            | Oliver Phelps                                | Oliver Phelps                               | Oliver Phelps                                   | Oliver Phelps                            | Oliver Phelps                                    | Oliver Phelps                                                       | Oliver Phelps                                      | Oliver Phelps                                           |
| Ginny Weasley                                                                                             | Bonnie Wright                                | Bonnie Wright                               | Bonnie Wright                                   | Bonnie Wright                            | Bonnie Wright                                    | Bonnie Wright                                                       | Bonnie Wright                                      | Bonnie Wright                                           |
| Nigel Wespurt                                                                                             |                                              |                                             |                                                 | William Melling                          | William Melling                                  | William Melling                                                     | William Melling                                    | William Melling                                         |
| Oliver Baston                                                                                             | Sean Biggerstaff                             | Sean Biggerstaff                            |                                                 |                                          |                                                  |                                                                     |                                                    | Sean Biggerstaff                                        |
| Blaise Zabini                                                                                             |                                              |                                             |                                                 |                                          |                                                  | Louis Cordice                                                       | Louis Cordice                                      | Louis Cordice                                           |
| Membri dell'Ordine della Fenice                                                                           |                                              |                                             |                                                 |                                          |                                                  |                                                                     |                                                    |                                                         |
| Sirius Black                                                                                              |                                              |                                             | Gary Oldman                                     | Gary Oldman                              | Gary Oldman James Walters (giovane)              |                                                                     |                                                    | Gary Oldman Rohan Gotobed (giovane)                     |
| Dedalus Lux                                                                                               | David Brett                                  |                                             |                                                 |                                          |                                                  |                                                                     |                                                    |                                                         |
| Elphias Doge                                                                                              |                                              |                                             |                                                 |                                          | Peter Cartwright                                 |                                                                     | David Ryall                                        |                                                         |
| Aberforth Silente                                                                                         |                                              |                                             |                                                 |                                          | Jim McManus                                      |                                                                     |                                                    | Ciarán Hinds                                            |
| Arabella Figg                                                                                             |                                              |                                             |                                                 |                                          | Kathryn Hunter                                   |                                                                     |                                                    |                                                         |
| Mundungus Fletcher                                                                                        |                                              |                                             |                                                 |                                          |                                                  |                                                                     | Andy Linden                                        |                                                         |
| Alice Paciock                                                                                             |                                              |                                             |                                                 |                                          | Lisa Wood                                        |                                                                     |                                                    |                                                         |
| Frank Paciock                                                                                             |                                              |                                             |                                                 |                                          | James Payton                                     |                                                                     |                                                    |                                                         |
| Remus Lupin                                                                                               |                                              |                                             | David Thewlis                                   |                                          | David Thewlis James Utechin (giovane)            | David Thewlis                                                       | David Thewlis                                      | David Thewlis                                           |
| Alastor Moody                                                                                             |                                              |                                             |                                                 | Brendan Gleeson                          | Brendan Gleeson                                  |                                                                     | Brendan Gleeson                                    |                                                         |
| James Potter                                                                                              | Adrian Rawlins                               | Adrian Rawlins (f)                          | Adrian Rawlins                                  | Adrian Rawlins                           | Adrian Rawlins (f) Robbie Jarvis (giovane)       |                                                                     | Adrian Rawlins                                     | Adrian Rawlins Alfie McIlwain (giovane)                 |
| Lily Potter                                                                                               | Geraldine Somerville                         | Geraldine Somerville (f)                    | Geraldine Somerville                            | Geraldine Somerville                     | Geraldine Somerville (f) Susie Shinner (giovane) | Geraldine Somerville                                                | Geraldine Somerville                               | Geraldine Somerville Ellie Darcey-Alden (giovane)       |
| Kingsley Shacklebolt                                                                                      |                                              |                                             |                                                 |                                          | George Harris                                    |                                                                     | George Harris                                      | George Harris                                           |
| Ninfadora Tonks                                                                                           |                                              |                                             |                                                 |                                          | Natalia Tena                                     | Natalia Tena                                                        | Natalia Tena                                       | Natalia Tena                                            |
| Emmeline Vance                                                                                            |                                              |                                             |                                                 |                                          | Brigitte Millar                                  |                                                                     |                                                    |                                                         |
| Arthur Weasley                                                                                            |                                              | Mark Williams                               | Mark Williams                                   | Mark Williams                            | Mark Williams                                    | Mark Williams                                                       | Mark Williams                                      | Mark Williams                                           |
| Bill Weasley                                                                                              |                                              |                                             | Richard Fish                                    |                                          |                                                  |                                                                     | Domhnall Gleeson                                   | Domhnall Gleeson                                        |
| Charlie Weasley                                                                                           |                                              |                                             | Alex Crockford                                  |                                          |                                                  |                                                                     |                                                    |                                                         |
| Molly Weasley                                                                                             | Julie Walters                                | Julie Walters                               | Julie Walters                                   |                                          | Julie Walters                                    | Julie Walters                                                       | Julie Walters                                      | Julie Walters                                           |
| Lord Voldemort e i Mangiamorte                                                                            |                                              |                                             |                                                 |                                          |                                                  |                                                                     |                                                    |                                                         |
| Lord Voldemort                                                                                            | Richard Bremmer (giovane) Ian Hart (voce)    | Christian Coulson (giovane)                 |                                                 | Ralph Fiennes                            | Ralph Fiennes                                    | Hero Fiennes-Tiffin (y; 11) Frank Dillane (y; 15) Ralph Fiennes (f) | Ralph Fiennes                                      | Ralph Fiennes Richard Bremmer (f) Christian Coulson (f) |
| Regulus Black                                                                                             |                                              |                                             |                                                 |                                          |                                                  | Tom Moorcroft                                                       |                                                    |                                                         |
| Alecto Carrow                                                                                             |                                              |                                             |                                                 |                                          |                                                  | Suzie Toase                                                         | Suzie Toase                                        | Suzie Toase                                             |
| Amycus Carrow                                                                                             |                                              |                                             |                                                 |                                          |                                                  | Ralph Ineson                                                        | Ralph Ineson                                       | Ralph Ineson                                            |
| Barty Crouch Jr.                                                                                          |                                              |                                             |                                                 | David Tennant                            |                                                  |                                                                     |                                                    |                                                         |
| Antonin Dolohov                                                                                           |                                              |                                             |                                                 |                                          | Arben Bajraktaraj                                |                                                                     | Arben Bajraktaraj                                  |                                                         |
| Fenrir Greyback                                                                                           |                                              |                                             |                                                 |                                          |                                                  | Dave Legeno                                                         | Dave Legeno                                        | Dave Legeno                                             |
| Bellatrix Lestrange                                                                                       |                                              |                                             |                                                 |                                          | Helena Bonham Carter                             | Helena Bonham Carter                                                | Helena Bonham Carter                               | Helena Bonham Carter                                    |
| Walden Macnair                                                                                            |                                              |                                             | Peter Best                                      |                                          | Peter Best                                       |                                                                     |                                                    |                                                         |
| Lucius Malfoy                                                                                             |                                              | Jason Isaacs                                |                                                 | Jason Isaacs                             | Jason Isaacs                                     | Jason Isaacs (f) Tony Coburn (giovane)                              | Jason Isaacs                                       | Jason Isaacs                                            |
| Narcissa Malfoy                                                                                           |                                              |                                             |                                                 |                                          |                                                  | Helen McCrory                                                       | Helen McCrory                                      | Helen McCrory                                           |
| Peter Minus                                                                                               |                                              |                                             | Timothy Spall                                   | Timothy Spall                            | Charles Hughes (giovane)                         | Timothy Spall                                                       | Timothy Spall                                      | Timothy Spall (f)                                       |
| Thorfinn Rowle                                                                                            |                                              |                                             |                                                 |                                          |                                                  | Rod Hunt                                                            | Rod Hunt                                           | Rod Hunt                                                |
| Scabior                                                                                                   |                                              |                                             |                                                 |                                          |                                                  |                                                                     | Nick Moran                                         | Nick Moran                                              |
| Travers                                                                                                   |                                              |                                             |                                                 |                                          | Tav MacDougall                                   |                                                                     |                                                    |                                                         |
| Yaxley |                                              |                                             |                                                 |                                          |                                                  |                                                                     | Peter Mullan                                       |                                                         |
| Dipendenti del Ministero della Magia                                                                      |                                              |                                             |                                                 |                                          |                                                  |                                                                     |                                                    |                                                         |
| Amelia Bones                                                                                              |                                              |                                             |                                                 |                                          | Sian Thomas                                      | Sian Thomas (f)                                                     | Sian Thomas                                        |                                                         |
| Mary Cattermole                                                                                           |                                              |                                             |                                                 |                                          |                                                  |                                                                     | Kate Fleetwood                                     |                                                         |
| Reginald Cattermole                                                                                       |                                              |                                             |                                                 |                                          |                                                  |                                                                     | Steffan Rhodri                                     |                                                         |
| Barty Crouch Sr.                                                                                          |                                              |                                             |                                                 | Roger Lloyd-Pack                         |                                                  |                                                                     |                                                    |                                                         |
| John Dawlish                                                                                              |                                              |                                             |                                                 |                                          | Richard Leaf                                     |                                                                     |                                                    |                                                         |
| Amos Diggory                                                                                              |                                              |                                             |                                                 | Jeff Rawle                               |                                                  |                                                                     |                                                    |                                                         |
| Cornelius Caramell                                                                                        |                                              | Robert Hardy                                | Robert Hardy                                    | Robert Hardy                             | Robert Hardy                                     |                                                                     |                                                    |                                                         |
| Mafalda Hopkirk                                                                                           |                                              |                                             |                                                 |                                          | Jessica Hynes (voce)                             |                                                                     | Sophie Thompson                                    |                                                         |
| Albert Runcorn                                                                                            |                                              |                                             |                                                 |                                          |                                                  |                                                                     | David O'Hara                                       |                                                         |
| Rufus Scrimgeour                                                                                          |                                              |                                             |                                                 |                                          |                                                  |                                                                     | Bill Nighy                                         |                                                         |
| Pius O'Tusoe                                                                                              |                                              |                                             |                                                 |                                          |                                                  |                                                                     | Guy Henry                                          | Guy Henry                                               |
| Dolores Umbridge                                                                                          |                                              |                                             |                                                 |                                          | Imelda Staunton                                  |                                                                     | Imelda Staunton                                    |                                                         |
| Percy Weasley                                                                                             | Chris Rankin                                 | Chris Rankin                                | Chris Rankin                                    |                                          | Chris Rankin                                     |                                                                     |                                                    | Chris Rankin                                            |
| Babbani                                                                                                   |                                              |                                             |                                                 |                                          |                                                  |                                                                     |                                                    |                                                         |
| Frank Bryce                                                                                               |                                              |                                             |                                                 | Eric Sykes                               |                                                  |                                                                     |                                                    |                                                         |
| Dennis |                                              |                                             |                                                 |                                          | Christopher Rithin                               |                                                                     |                                                    |                                                         |
| Mrs. Cole                                                                                                 |                                              |                                             |                                                 |                                          |                                                  | Amelda Brown                                                        |                                                    |                                                         |
| Dudley Dursley                                                                                            | Harry Melling                                | Harry Melling                               | Harry Melling                                   |                                          | Harry Melling                                    |                                                                     | Harry Melling                                      |                                                         |
| Marge Dursley                                                                                             |                                              |                                             | Pam Ferris                                      |                                          |                                                  |                                                                     |                                                    |                                                         |
| Petunia Dursley                                                                                           | Fiona Shaw                                   | Fiona Shaw                                  | Fiona Shaw                                      |                                          | Fiona Shaw                                       |                                                                     | Fiona Shaw                                         | Ariella Paradise (giovane)                              |
| Vernon Dursley                                                                                            | Richard Griffiths                            | Richard Griffiths                           | Richard Griffiths                               |                                          | Richard Griffiths                                |                                                                     | Richard Griffiths                                  |                                                         |
| Mr. Granger                                                                                               |                                              | Tom Knight                                  |                                                 |                                          |                                                  |                                                                     | Ian Kelly                                          |                                                         |
| Mrs. Granger                                                                                              |                                              | Heather Bleasdale                           |                                                 |                                          |                                                  |                                                                     | Michelle Fairley                                   |                                                         |
| Malcolm                                                                                                   |                                              |                                             |                                                 |                                          | Richard Macklin                                  |                                                                     |                                                    |                                                         |
| Mr. Mason                                                                                                 |                                              | Jim Norton                                  |                                                 |                                          |                                                  |                                                                     |                                                    |                                                         |
| Mrs. Mason                                                                                                |                                              | Veronica Clifford                           |                                                 |                                          |                                                  |                                                                     |                                                    |                                                         |
| Piers Polkiss                                                                                             |                                              |                                             |                                                 |                                          | Jason Boyd                                       |                                                                     |                                                    |                                                         |
| Guardia della stazione di King's Cross                                                                    | Harry Taylor                                 | Harry Taylor                                |                                                 |                                          |                                                  |                                                                     |                                                    |                                                         |
| Maghi e Streghe stranieri                                                                                 |                                              |                                             |                                                 |                                          |                                                  |                                                                     |                                                    |                                                         |
| Fleur Delacour                                                                                            |                                              |                                             |                                                 | Clémence Poésy                           |                                                  |                                                                     | Clémence Poésy                                     | Clémence Poésy                                          |
| Gabrielle Delacour                                                                                        |                                              |                                             |                                                 | Angelica Mandy                           |                                                  |                                                                     | Angelica Mandy                                     |                                                         |
| Gregorovitch                                                                                              |                                              |                                             |                                                 |                                          |                                                  |                                                                     | Rade Šerbedžija                                    |                                                         |
| Gellert Grindelwald                                                                                       |                                              |                                             |                                                 |                                          |                                                  |                                                                     | Michael Byrne Jamie Campbell Bower (giovane)       |                                                         |
| Igor Karkaroff                                                                                            |                                              |                                             |                                                 | Predrag Bjelac                           |                                                  |                                                                     |                                                    |                                                         |
| Viktor Krum                                                                                               |                                              |                                             |                                                 | Stanislav Ianevski                       |                                                  |                                                                     | Stanislav Ianevski                                 |                                                         |
| Olympe Maxime                                                                                             |                                              |                                             |                                                 | Frances de la Tour                       |                                                  |                                                                     | Frances de la Tour                                 |                                                         |
| Abitanti di Hogwarts                                                                                      |                                              |                                             |                                                 |                                          |                                                  |                                                                     |                                                    |                                                         |
| Barone Sanguinario                                                                                        | Terence Bayler                               |                                             |                                                 |                                          |                                                  |                                                                     |                                                    |                                                         |
| Sir Cadogan                                                                                               |                                              |                                             | Paul Whitehouse                                 |                                          |                                                  |                                                                     |                                                    |                                                         |
| Everard                                                                                                   |                                              |                                             |                                                 |                                          | Sam Beazley                                      |                                                                     |                                                    |                                                         |
| Frate Grasso                                                                                              | Simon Fisher-Becker                          |                                             |                                                 |                                          |                                                  |                                                                     |                                                    |                                                         |
| Signora Grassa                                                                                            | Elizabeth Spriggs                            |                                             | Dawn French                                     |                                          |                                                  |                                                                     |                                                    |                                                         |
| Dama Grigia                                                                                               | Nina Young                                   |                                             |                                                 |                                          |                                                  |                                                                     |                                                    | Kelly Macdonald                                         |
| Mirtilla Malcontenta                                                                                      |                                              | Shirley Henderson                           |                                                 | Shirley Henderson                        |                                                  |                                                                     |                                                    |                                                         |
| Nick-Quasi-Senza-Testa                                                                                    | John Cleese                                  | John Cleese                                 |                                                 |                                          |                                                  |                                                                     |                                                    |                                                         |
| Phineas Nigellus Black                                                                                    |                                              |                                             |                                                 |                                          | John Atterbury                                   |                                                                     |                                                    |                                                         |
| Pix | Rik Mayall                                   |                                             |                                                 |                                          |                                                  |                                                                     |                                                    |                                                         |
| Cappello parlante                                                                                         | Leslie Phillips (voce)                       | Leslie Phillips (voce)                      |                                                 |                                          |                                                  |                                                                     |                                                    | Leslie Phillips (voce)                                  |
| (compresi La Gazzetta del Profeta, Diagon Alley, Hogsmeade, Hogwarts Express, Nottetempo e Notturn Alley) |                                              |                                             |                                                 |                                          |                                                  |                                                                     |                                                    |                                                         |
| Bathilda Bath                                                                                             |                                              |                                             |                                                 |                                          |                                                  |                                                                     | Hazel Douglas                                      |                                                         |
| Heathcote Barbary                                                                                         |                                              |                                             |                                                 | Jason Buckle                             |                                                  |                                                                     |                                                    |                                                         |
| Mr. Borgin                                                                                                |                                              | Edward Tudor-Pole                           |                                                 |                                          |                                                  |                                                                     |                                                    |                                                         |
| Gideon Crumb                                                                                              |                                              |                                             |                                                 | Steven Claydon                           |                                                  |                                                                     |                                                    |                                                         |
| Barnabas Cuffe                                                                                            |                                              |                                             |                                                 |                                          |                                                  | Roger C. Baily                                                      |                                                    |                                                         |
| Ariana Silente                                                                                            |                                              |                                             |                                                 |                                          |                                                  |                                                                     |                                                    | Hebe Beardsall                                          |
| Kirley Duke                                                                                               |                                              |                                             |                                                 | Jonny Greenwood                          |                                                  |                                                                     |                                                    |                                                         |
| Signora del carrello                                                                                      | Jean Southern                                |                                             |                                                 | Margery Mason                            |                                                  |                                                                     |                                                    |                                                         |
| Zia Muriel                                                                                                |                                              |                                             |                                                 |                                          |                                                  |                                                                     | Matyelok Gibbs                                     |                                                         |
| Xenophilius Lovegood                                                                                      |                                              |                                             |                                                 |                                          |                                                  |                                                                     | Rhys Ifans                                         |                                                         |
| Garrick Olivander                                                                                         | John Hurt                                    |                                             |                                                 |                                          |                                                  |                                                                     | John Hurt                                          | John Hurt                                               |
| Ernie Prang                                                                                               |                                              |                                             | Jimmy Gardner                                   |                                          |                                                  |                                                                     |                                                    |                                                         |
| Madama Rosmerta                                                                                           |                                              |                                             | Julie Christie                                  |                                          |                                                  |                                                                     |                                                    |                                                         |
| Stan Picchetto                                                                                            |                                              |                                             | Lee Ingleby                                     |                                          |                                                  |                                                                     |                                                    |                                                         |
| Rita Skeeter                                                                                              |                                              |                                             |                                                 | Miranda Richardson                       |                                                  |                                                                     | Miranda Richardson                                 |                                                         |
| Orsino Thruston                                                                                           |                                              |                                             |                                                 | Phil Selway                              |                                                  |                                                                     |                                                    |                                                         |
| Tom il barista                                                                                            | Derek Deadman                                |                                             | Jim Tavare                                      |                                          |                                                  |                                                                     |                                                    |                                                         |
| Donaghan Tremlett                                                                                         |                                              |                                             |                                                 | Steve Mackey                             |                                                  |                                                                     |                                                    |                                                         |
| Myron Wagtail                                                                                             |                                              |                                             |                                                 | Jarvis Cocker                            |                                                  |                                                                     |                                                    |                                                         |
| Eldred Worple                                                                                             |                                              |                                             |                                                 |                                          |                                                  | Paul Ritter                                                         |                                                    |                                                         |
| Creature                                                                                                  |                                              |                                             |                                                 |                                          |                                                  |                                                                     |                                                    |                                                         |
| Aragog |                                              | Julian Glover (voce)                        |                                                 |                                          |                                                  |                                                                     |                                                    |                                                         |
| Bane |                                              |                                             |                                                 |                                          | Jason Piper                                      |                                                                     |                                                    |                                                         |
| Bogrod |                                              |                                             |                                                 |                                          |                                                  |                                                                     |                                                    | Jon Key                                                 |
| Dobby |                                              | Toby Jones (voce)                           |                                                 |                                          |                                                  |                                                                     | Toby Jones (voce)                                  |                                                         |
| Fiorenzo                                                                                                  | Ray Fearon (voce)                            |                                             |                                                 |                                          |                                                  |                                                                     |                                                    |                                                         |
| Grop |                                              |                                             |                                                 |                                          | Tony Maudsley                                    |                                                                     |                                                    |                                                         |
| Unci-Unci                                                                                                 | Verne Troyer                                 |                                             |                                                 |                                          |                                                  |                                                                     | Warwick Davis                                      | Warwick Davis                                           |
| Kreacher                                                                                                  |                                              |                                             |                                                 |                                          | Timothy Bateson (voce)                           |                                                                     | Simon McBurney (voce)                              |                                                         |
| Magorian                                                                                                  |                                              |                                             |                                                 |                                          | Michael Wildman                                  |                                                                     |                                                    |                                                         |
| Sanguini                                                                                                  |                                              |                                             |                                                 |                                          |                                                  | Charlie Bennison                                                    |                                                    |                                                         |
| Testa del nottetempo                                                                                      |                                              |                                             | Lenny Henry (voce)                              |                                          |                                                  |                                                                     |                                                    |                                                         |
| Personaggi nell'epilogo                                                                                   |                                              |                                             |                                                 |                                          |                                                  |                                                                     |                                                    |                                                         |
| Astoria Malfoy                                                                                            |                                              |                                             |                                                 |                                          |                                                  |                                                                     |                                                    | Jade Gordon                                             |
| Scorpius Malfoy                                                                                           |                                              |                                             |                                                 |                                          |                                                  |                                                                     |                                                    | Bertie Gilbert                                          |
| Albus Severus Potter                                                                                      |                                              |                                             |                                                 |                                          |                                                  |                                                                     |                                                    | Arthur Bowen                                            |
| James Sirius Potter                                                                                       |                                              |                                             |                                                 |                                          |                                                  |                                                                     |                                                    | Will Dunn                                               |
| Lily Luna Potter                                                                                          |                                              |                                             |                                                 |                                          |                                                  |                                                                     |                                                    | Daphne de Beistegui                                     |
| Hugo Weasley                                                                                              |                                              |                                             |                                                 |                                          |                                                  |                                                                     |                                                    | Ryan Turner                                             |
| Rose Weasley                                                                                              |                                              |                                             |                                                 |                                          |                                                  |                                                                     |                                                    | Helena Barlow                                           |